# Pension Clausewitz (Film)
Pension Clausewitz ist ein deutscher Trash- und Exploitationfilm aus dem Jahre 1967 von Ralph Habib mit Wolfgang Kieling und Maria Brockerhoff in den Hauptrollen.

## Handlung
Stemmka kommt durch eine Erbschaft in den Besitz des Berliner Bordells „Pension Schölermann“. Er wirbt unter anderem das Mannequin Marlies als Prostituierte an, deren Verlobter Werner in Ostberlin festsitzt und an der Flucht in den Westen gehindert wurde. Das Bordell entwickelt sich zu einem Treff der Geheimdienste. Ein bundesrepublikanischer Nuklearwissenschaftler geht hier ebenso ein und aus wie auch ein Stasi-Offizier, ein Vertreter der CIA und sein kommunistischer Gegenspieler jenseits des eisernen Vorhangs.
Marlies möchte ihren Werner unbedingt aus der Gewalt der Stasi retten und lässt sich daher darauf ein, mit der DDR zu kooperieren. Aus diesem Grund gibt sie die im Bordell ausgeplauderten Geheimnisse an den kommunistischen Feind weiter. Ihr Doppelspiel hat in dem Moment ein Ende, als ihrem Verlobten die Flucht in den Westsektor der Stadt gelingt. Nun können sie das Blatt umdrehen und den Westalliierten helfen, das Spionagenest „Pension Schölermann“ auszuheben und den ostdeutschen Agentenring zu zerschlagen.

## Produktionsnotizen
Pension Clausewitz, auch bekannt unter dem Titel Haus der Erotik, entstand im Februar und März 1967 in Berlin und wurde am 23. April 1967 uraufgeführt. Die Geschichte wurde von den Vorgängen rund um die reale Pension Clausewitz inspiriert, die zum Jahresende 1964 für einen handfesten Skandal sorgten. Um nicht den Eindruck einer faktentreuen Nacherzählung der tatsächlichen Vorgänge zu erwecken, hieß die Pension Clausewitz hier Schölermann.
Die FSK hielt dem Film zugute, dass die „schwankhafte Persiflage, die oft zum reinen Klamauk wird“, die Wiedergabe heikler Situationen und frivoler Äußerungen in ihrer Anstößigkeit mildere. Dennoch mussten mehrere Darstellungen geschnitten werden, in denen der Busen von Striptease-Tänzerinnen zu sehen war.
Der spätere Komiker Karl Dall absolvierte in diesem Trashfilm einen Kurzauftritt als Zuhälter mit zwei Worten Dialogtext: „Abwerben, wa!“ Auch seine drei anderen Kollegen der Spaßcombo Insterburg & Co. absolvieren hier Kurzauftritte, die jedoch kaum mehr als Statisterie waren.

## Kritiken
„Jede Ähnlichkeit mit lebenden Personen, stellt der Film voraus, sei nicht beabsichtigt; sie wird auch nicht erreicht. Denn die Affäre der Berliner Sex- und Spionage-Absteige hat sich im Lichtspiel stark verändert: In einer Pension Schölermann (Hausherr: Wolfgang Kieling) quieken Ersatz-Stripper, und Geheimdienst-Trottel keilen sich mit Aushilfskräften vom Stadttheater Kyritz an der Knatter. Das Sittenstück will dennoch Licht auf Schatten werfen. Mit dem Mauerbau, erklärt ein Sprecher, habe sich die Berliner Liebes-Lage verschlechtert – die „Damen, die im Osten leben und im Westen lieben“, blieben aus. Und vor den andern wird gewarnt sie prostituieren für Pankow. Auch die Schleier um den Begriff Orgie zerreißt der französische Regisseur Ralph Habib: Orgie ist, wenn Greise mit Angelhaken nach Dessous fischen.“

„Auf wenig geschmackvolle Weise verbindet dieser deutsche Film (Regie Ralph Habib) ernste Probleme des geteilten Berlin mit billigen und anreißerischen Sexdemonstrationen. Seine Anlehnung an den Berliner Amüsierpensionsskandal, in der Agenten aus Ost und West sich zwischen Betten und eingebauten Mikrophonen und Kameras ungewollte Rendezvous gaben, verleugnet der Film in keiner Phase. Allerdings stellt er in seinen Mittelpunkt eine Liebesgeschichte zwischen einem West-Berliner Mannequin und ihrem im Ostsektor der Stadt vom SSD an der Flucht gehinderten Verlobten. Um ihn zu retten, läßt sich das Mädchen dazu erpressen, Lockvogel der Bordellpension zu spielen. Bevor sie jedoch dem sie umgebenden Milieu zu erliegen droht, kann ihr inzwischen geflüchteter Verlobter sie befreien. Beide helfen nun dabei, die Agentenzentrale den Ordnungsorganen des Westens auszuliefern. In den Hauptrollen interessieren Wolfgang Kieling, Friedrich Schönfelder und die hübsche, wenn auch schauspielerisch noch recht blasse Maria Brockerhoff.“

Im Lexikon des Internationalen Films heißt es: „Banale Komödie mit plattem Dialog und Sexszenen zwischen einigen satirischen und burlesken Elementen.“
Zu einem vernichtenden Urteil gelangt der Evangelische Film-Beobachter: „Ein peinlicher Film über käufliche Liebe und Spionage im geteilten Berlin, in dem die Mauer und ihre Umstände lediglich als schickes Szenarium erscheinen. Unbedingt abzulehnen.“